# Jezus stilt de storm

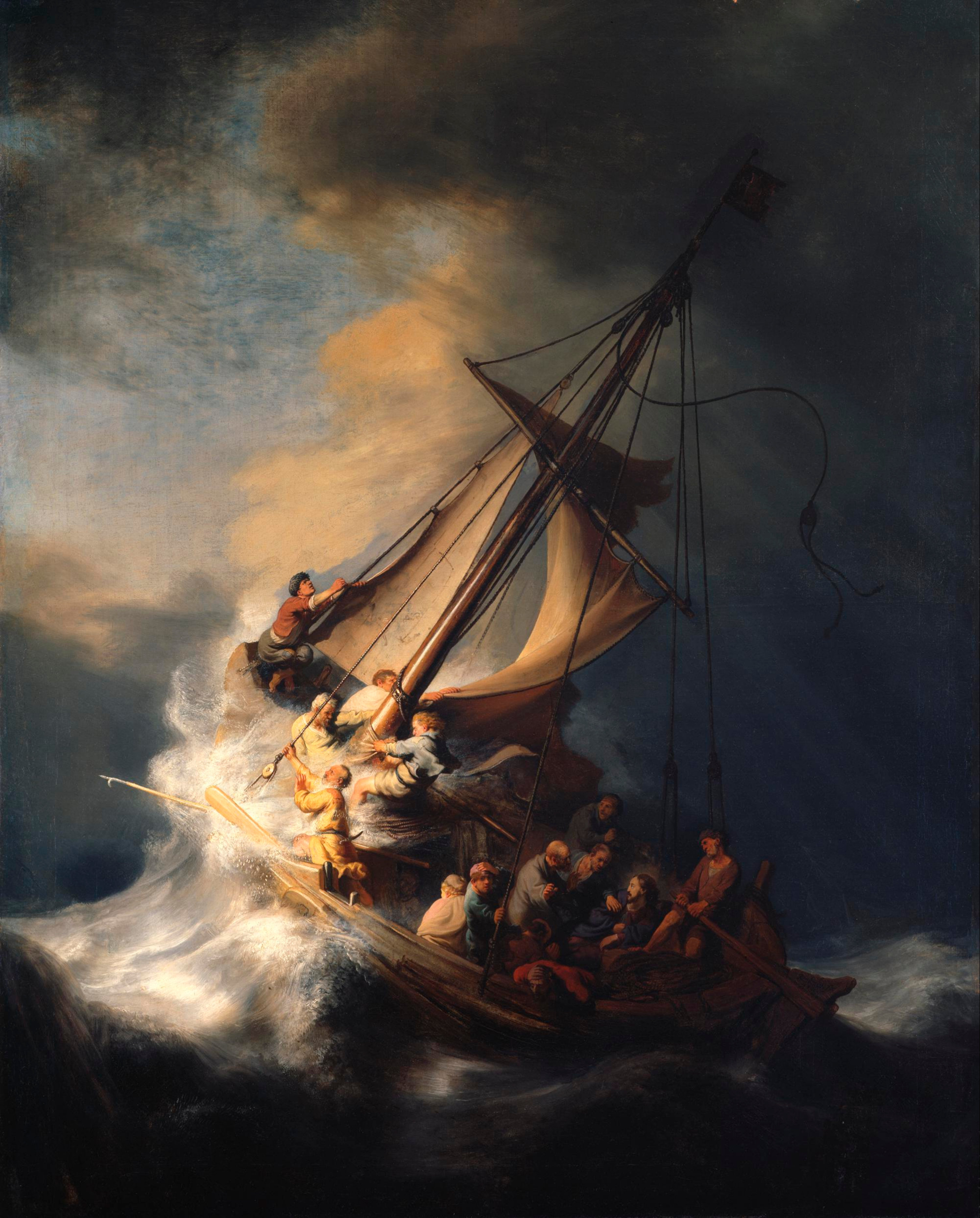
Christus in de storm op het meer van Galilea door Rembrandt van Rijn in 1633

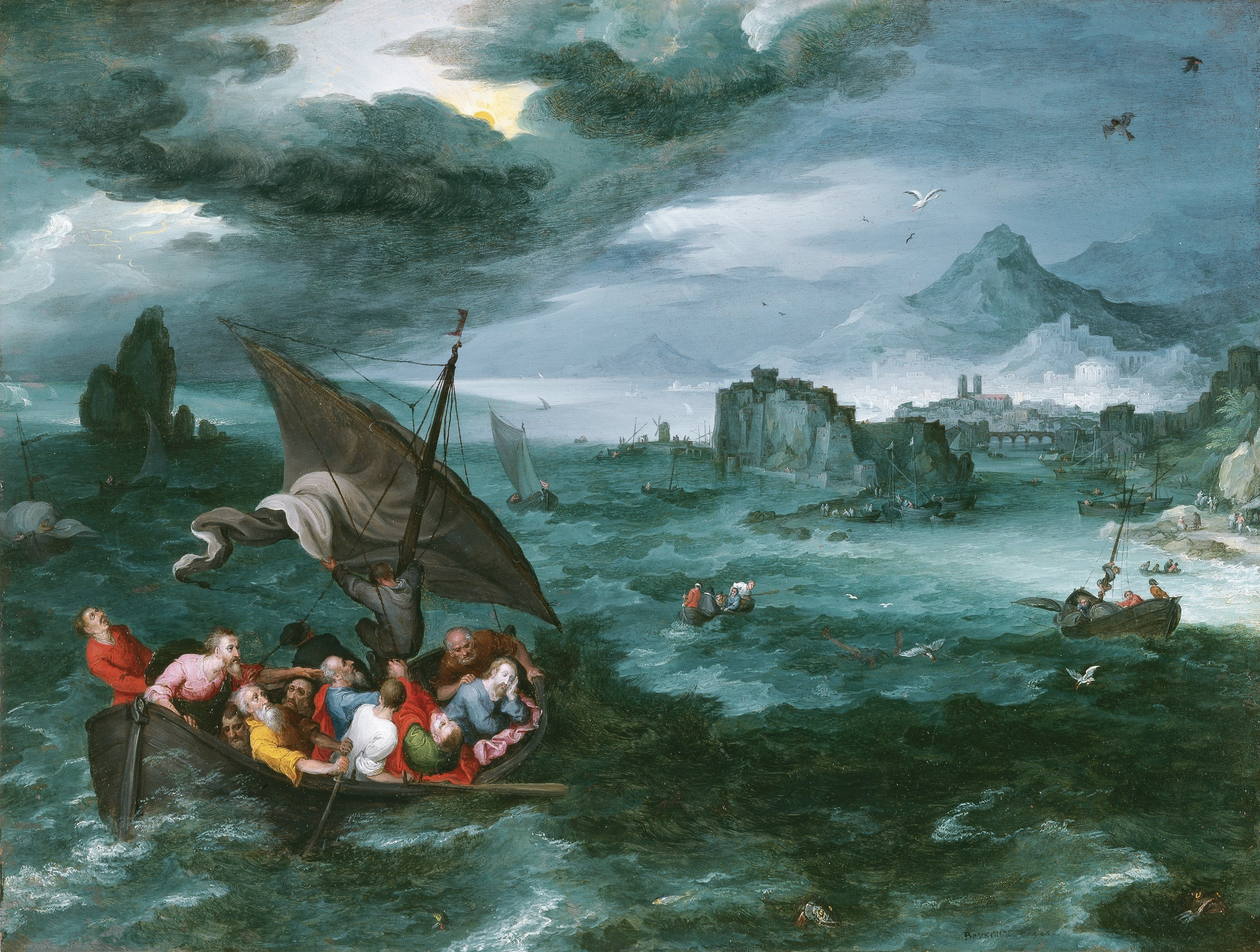
Jan Brueghel de Oude - Christus in de storm op het meer van Galilea - 1596

Het verhaal Jezus stilt de storm komt voor in drie Evangeliën. Het wordt verteld in het evangelie volgens Marcus (Marc. 4:35-41), het evangelie volgens Matteüs (Matt. 8:23-27) en het evangelie volgens Lucas (Luc. 8:22-25) in het Nieuwe Testament.

## Het wonder volgens Marcus
Het verhaal volgens Marcus 4:35-41 in de Herziene Statenvertaling:
35. En op die dag, toen het avond geworden was, zei Hij tegen hen: Laten wij overvaren naar de overkant.
36. En zij lieten de menigte achter en namen Hem, Die al in het schip was, mee; en er waren nog andere scheepjes bij Hem.
37. En er stak een harde stormwind op en de golven sloegen over in het schip, zodat het al volliep.
38. En Hij lag in het achterschip te slapen op een hoofdkussen; en zij wekten Hem en zeiden tegen Hem: Meester, bekommert U Zich er niet om dat wij vergaan?
39. En Hij, wakker geworden, bestrafte de wind en zei tegen de zee: Zwijg, wees stil! En de wind ging liggen en er kwam een grote stilte.
40. En Hij zei tegen hen: Waarom bent u zo angstig? Hebt u dan geen geloof?
41. En zij vreesden met grote vrees en zeiden tegen elkaar: Wie is Deze toch, dat zelfs de wind en de zee Hem gehoorzaam zijn?

## Interpretatie
Het meer van Galilea is omgeven door steile bergen en ligt 212 meter onder de zeespiegel. Hierdoor kunnen er hevige valwinden ontstaan en kunnen sterke rukwinden plotseling opsteken.
In het meer van Galilea, ten zuiden van de kibboets Ginosar, is in 1986 een schip gevonden van rond of voor de 1e eeuw na Christus. Het schip is ongeveer 8 meter bij 2,3 meter en biedt plaats aan 15 man. Waarschijnlijk was er een voor- en een achterdek, een centrale mast met zeil en plaats voor twee keer twee roeiriemen aan beide kanten.
Dat Jezus slaapt laat zijn zware vermoeidheid en daarmee zijn menselijkheid zien. Tegelijk laat deze geschiedenis zien dat Jezus de Heer van de elementen is. Waar in het Oude Testament God de kracht over de elementen heeft (Ps. 89:8, 93:3, 106:8, 107:23-30, Jes.51:9), wordt nu Jezus beschreven als degene met macht over de elementen.
Volgens Greijdanus ligt het voor de hand dat de duivelen werkzaam waren in deze storm. Uit het vervolg blijkt dat er vele duivelen waren aan de andere kant van het meer (Lukas 8:30). Wanneer dit schip met de ingezetenen waren vergaan, dan had de duivel met één slag het heilswerk verhinderd. Andere nieuwtestamentici stellen echter dat een gewoon natuurverschijnsel is dat verklaart wordt door de geografische ligging: de diepte van het meer en de bergen er om heen. Het woord ‘κατέβη’ in Lukas 8:23 duidt op het naar beneden vallen van de wind.
In Lukas 8:24 roepen de leerlingen Jezus tweemaal met het woord ἐπιστάτα, wat vertaald kan worden met 'baas' of 'commandant'. Het drukt de onderlinge relatie uit van meester en leerling.
Het water van het meer is zo onrustig dat het bestraffen van de wind, die de oorzaak van de problemen is, niet voldoende is. De situatie is zo gevaarlijk dat ook het water door Jezus tot rust gebracht moet worden.
De vraag van Jezus aan het slot van het verhaal (Luc.8:25: 'Waar is uw geloof?') maakt duidelijk dat het hier niet alleen gaat om het feit dat Jezus de storm kan stillen, maar eerder dat de discipelen op zijn kracht hadden moeten vertrouwen om hen te helpen.
Deze geschiedenis zorgt ervoor dat de discipelen zich afvragen 'Wie is Deze toch...?' (Luc.8:25). Deze vraag wordt niet beantwoord, maar het antwoord is impliciet voor de lezer die het Oude Testament kent. Wat God toen deed, doet Jezus nu.
Dit verhaal kent enige gelijkenis met het verhaal van de profeet Jona. Het verschil is echter dat Jona bij God vandaan vluchtte en Jezus mensen bij God terugbrengt.

## Verschil in details in de beschrijving
Marcus, Matteüs en Lucas beschrijven de geschiedenis op hun eigen wijze. Zo vertelt Lukas vooral de essentie van het verhaal, hij laat de kleurrijke details (zoals het kussen waar Jezus op slaapt) achterwege.
|                              | Markus                                                           | Mattheus                           | Lukas                                |
| Tijdsaanduiding              | ‘En op die dag’                                                  | ‘En toen Hij’                      | ‘Op een van die dagen’               |
| Slapen                       | Jezus sliep op een hoofdkussen                                   | (wordt niet vermeld)               | ‘Toen zij voeren, viel Hij in slaap’ |
| Aanspreekvorm van leerlingen | Meester (didaskolos)                                             | Heer (kurios)                      | Meester (epistates)                  |
| Woorden van de leerlingen    | Verwijtend: ‘bekommert U zich er niet om dat wij vergaan?’       | Hulpgeroep: ‘red ons, wij vergaan’ | Hulpgeroep: ‘wij vergaan’            |
| Jezus bestraffing            | Jezus bestraft de wind en zei tegen de zee: ‘Zwijg, wees stil!’. | Jezus bestraft de winden en de zee | Jezus bestraft de wind en de golven  |

## Het wonder bezongen
De volgende liederen zijn gedicht bij Marcus 4:35-41, Matteüs 8:23-27 en Lucas 8:22-25:
- Hanna Lam dichte het lied De golven, wild en groot. Dit lied is onder nummer 553 opgenomen in de bundel Weerklank.
- Delise heeft in samenwerking met Elly Zuiderveld-Nieman het wonder bezongen in het lied: Storm op het meer. Bij dit lied is ook een groot deel van de inspiratie gehaald vanuit het schilderij  Christus in de storm op het meer van Galilea (Rembrandt van Rijn).
- In het Liedboek voor de Kerken bezingt gezang 467: 'o Christus, wiens bestraffend woord / door wind en water werd gehoord'.
- Carel Steven Adama van Scheltema dichtte het kinderlied ’t Scheepken onder Jezus’ hoede. Dit lied is te vinden in de Evangelische Liedbundel, gezang 187 en in de Zangbundel Joh. de Heer, gezang 213.

## Het wonder in kunst
De Zuid-Nederlands kunstschilder Jan Brueghel de Oude schilderde in 1596 het verhaal waarin Jezus de storm kalmeert.
in 1633 schilderde de Nederlandse kunstschilder Rembrandt van Rijn het olieverfschilderij Christus in de storm op het meer van Galilea, ook wel genoemd De storm op het meer van Galilea.